# スリーピー・ジョン・エスティス
スリーピー・ジョン・エスティス (Sleepy John Estes 1899年1月25日 - 1977年6月5日) は、アメリカ合衆国テネシー州出身のカントリー・ブルースのシンガー、ギタリストである。枯れたヴォーカル・スタイルが特徴。また、多くのレコーディングに参加したヤンク・レイチェルのマンドリン、ハミー・ニクソンのハーモニカの音色も、エスティスのサウンド形成に貢献した。

## 来歴
エスティスの本名はジョン・アダム・エスティスといい、テネシー州リプリーの小作人の家庭に16人兄弟の一人として生まれた。生年には1899年説の他、1904年説もあり、正確なところは不明である。幼少期より畑仕事をしてすごした。
6歳のころ、野球をしていた際に友人の投げた石が目に当たるという事故に見舞われ、右目を失明。もう一方の目にも障害が残る。
やがて幼いエスティスは音楽に興味を持つようになり、父親よりギターを習う。自分で空き缶などからギターを自作し、人前で演奏するようになっていった。15歳のとき、家族とともにブラウンズヴィルに移住した。
初レコーディングは、1929年、メンフィスで行われたビクターのセッションだった。このセッションには、既に後の盟友ヤンク・レイチェルが参加している。エスティスは、翌1930年にかけて、数回に渡るレコーディング・セッションを経験し、"Diving Duck Blues" などの作品を生むが、その後暫くレコーディングの機会には恵まれなかった。
しかし1934年エスティスはシカゴへ移住。翌年ハミー・ニクソンとともにデッカ・レコードのセッションに臨んだ。これ以降、頻繁にレコーディングをするようになり、徐々に人気も得るようになった。1937年と1938年には、ニューヨークでのレコーディングも経験している。
その後も活動は続くが、アフロアメリカン社会でのカントリー・ブルースの流行が下火になったのを受け、1941年のブラウンズヴィルでのセッションを最後に、彼は音楽活動から身を引いた。故郷ブラウンズヴィルで再び小作人としての生活に戻ったとされている。
1948年にオラネル、1952年にはサン・レコードで単発的なレコーディングをしたものの、活動の再開にはつながらなかった。
1962年、エスティスはカントリー・ブルースの人気が再燃する中で研究者たちによって"再発見"され、再び演奏活動をするようになった。この頃には、彼は以前は見えていた左目の視力も失い「全盲」となっていた。彼はニューポート・フォーク・フェスティバルなどに出演し、デルマーク・レコードから新作アルバムも発表した。1964年のBroke and Hungryには、デビュー前のマイク・ブルームフィールドが参加している。1964年と1968年には、ヨーロッパ・ツアーも行った。
1970年代に入ってもエスティスの活動は続いた。1972年には、ライ・クーダーのアルバムBoomer's Storyに収録された自身の曲"President Kennedy"のカヴァーにおいて、ボーカルとギターを担当した。
日本でもブルース・ブームが起こり、1973年には彼のデルマーク盤The Legend of Sleepy John Estes（邦題「スリーピー・ジョン・エスティスの伝説」）がオリコン・アルバム・チャートに食い込むヒットを記録した。

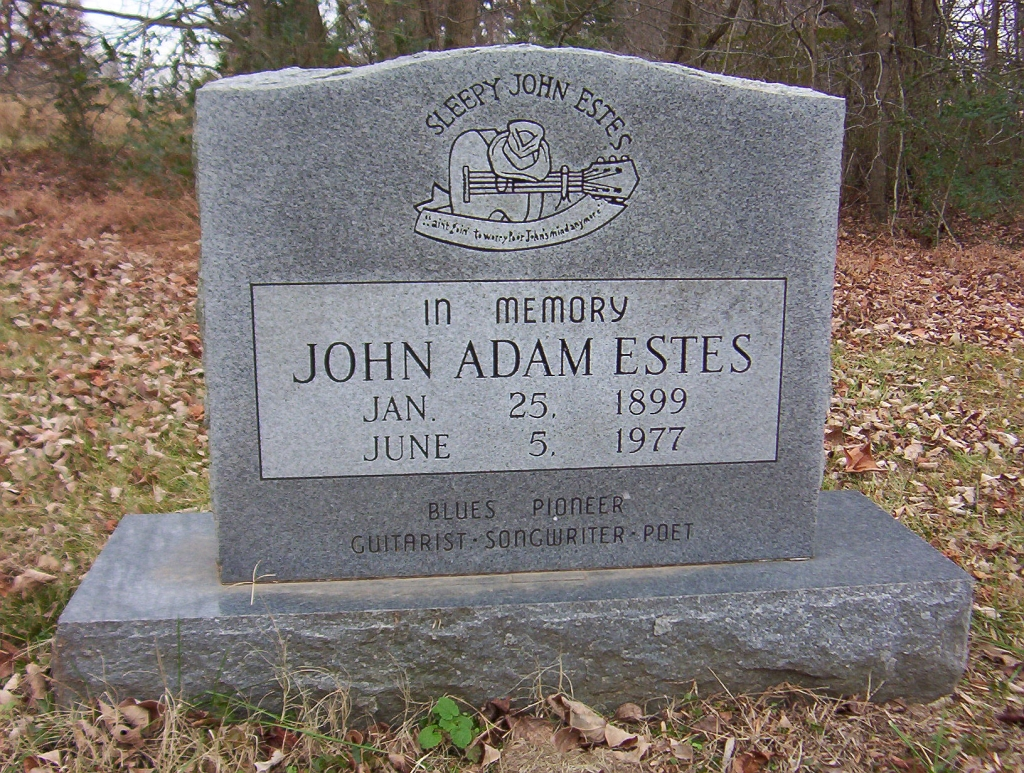
エスティスの墓標 (2008)

この人気を受け、1974年には「第1回ブルース・フェスティバル」出演のため、ハミー・ニクソンとともに初来日。カントリー・ブルースマンの来日公演は、このときの彼が初めてであった。二人は1976年12月にも再度来日を果たし、「BLUES is A-LIVE JAPAN TOUR 1976」と銘打ったツアーで憂歌団と日本各地で共演した。このときの音源はライブLPBLUES is A-LIVEとしてリリースされ、のちにビデオ化もされている。
エスティスは来日公演の僅か半年後の1977年6月5日、脳梗塞により死去。テネシー州ダーラムヴィルのエラム・バプティスト教会に埋葬された。

## ニックネームの由来
エスティスのニックネームの"スリーピー（眠そうな人）"の由来には複数の説があるが、最も有力と思われるのは、彼が日中であってもところ構わずうとうとしてしまう習性があったからとするものである。その原因としては、彼がいわゆる「居眠り病」と言われるナルコレプシーを患っていたか血圧障害があったから、あるいはてんかんを持っていたとする説がある。演奏しているとき以外は寝てばかりいたとする資料もある。
この他、エスティスが幼少期に目を負傷したことにより、表情が眠っているように見えたとする説もある。

## ディスコグラフィ

### オリジナル・アルバム
- 1962年 The Legend of Sleepy John Estes (Delmark)
- 1964年 Broke and Hungry (Delmark)
- 1966年 In Europe (Delmark)
- 1968年 Electric Sleep (Delmark)
- 1969年 Brownsville Blues (Delmark)
- 1977年 Blues Is A-Live (Trio)
- 2008年 On 80 Highway (Delmark)

### 編集盤など
- 1967年 1929-1940 (Smithonian Folkways)
- 1970年 Down South Blues (1935-1940) (MCA)
- 1990年 Complete Recorded Works Vol. 1 (1929-1937) (Document)
- 1990年 Complete Recorded Works Vol. 2 (1937-1941) (Document)
- 1992年 I Ain't Gonna Be Worried No More 1929-1941 (Yazoo)
- 1997年 Someday Baby (Indigo)
- 1998年 Goin’ to Brownsville (Testament)

## 映像作品
- 2005年 SHOWBOAT CARNIVAL 1976日比谷野音＋BLUES is A-LIVE JAPAN TOUR 1976 (Dead Flowers)